# 이대한
이대한(1986년 11월 23일 ~ )은 대한민국의 배우이다.

## 출연작

### 연극
- 2010년 오! 브라더스
- 2013년 정의의 사람들
- 2017년 우르따인
- 2018년 루트64

### 영화
- 2020년 《식스볼》... 채성훈 역